# Horní Lotrinsko
Horní Lotrinsko (latinsky Lotharingia superior, francouzsky Haute-Lotharingie) byla ve středověku jižní hornatější část Lotrinska (Lotharingie), která bylo v letech 959–1766 pod kontrolou vévodství (horno)lotrinského. Po rozpadu dolnolotrinského vévodství zaniklo i Dolní Lotrinsko jako název a sousední Horní Lotrinsko se začalo označovat bez přípony jako „vévodství lotrinské“, pouze v této oblasti byl zachován název Lotrinska.

## Geografie

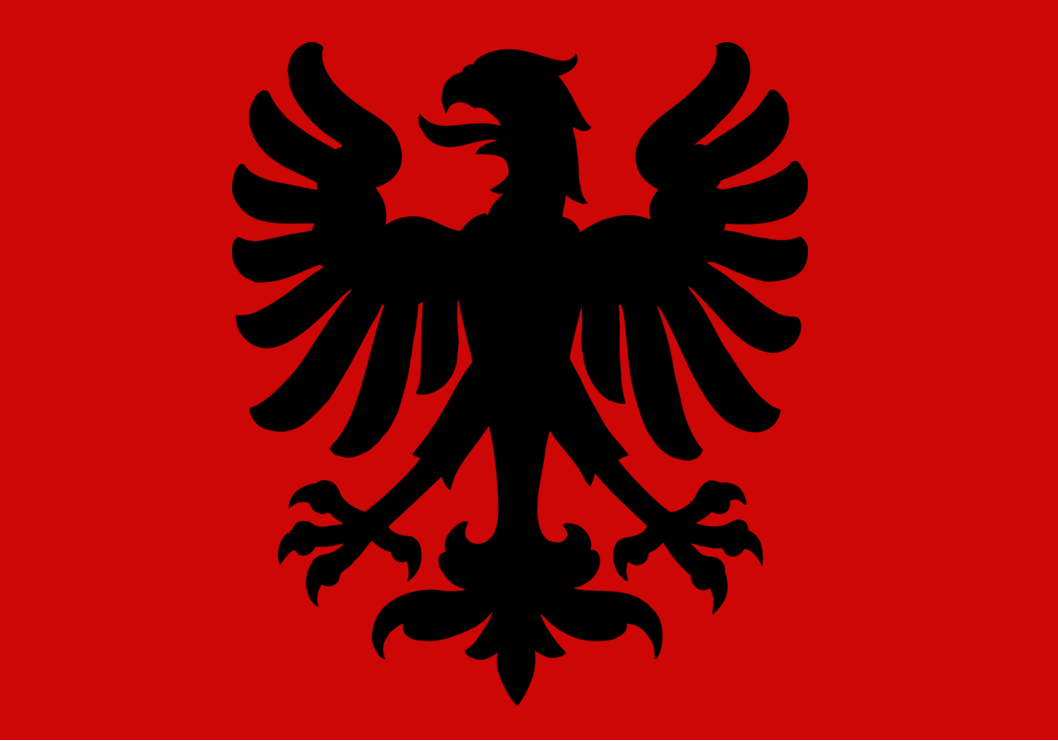
(Horno)lotrinská vlajka ve 12. století (rekonstrukce)

Horní Lotrinsko se rozkládalo přibližně na území dnešního francouzského regionu Lotrinsko, Sárska, Falckého kurfiřtství v okolí Zweibrückenu a Pirmasens, Lucemburska, při řece Mosele od Trevíru po Koblenc a v jižní části pohoří Eifel u města Prüm. Lucembursko, jižní Eifel a německá Mosela od něj byly později odňaty a připojeny k Dolnímu Lotrinsku.